# Kanton Guînes
Kanton Guînes (francouzsky Canton de Guînes) byl francouzský kanton v departementu Pas-de-Calais v regionu Nord-Pas-de-Calais. Tvořilo ho 16 obcí. Zrušen byl po reformě kantonů 2014.

## Obce kantonu
- Alembon
- Andres
- Bouquehault
- Boursin
- Caffiers
- Campagne-lès-Guines
- Fiennes
- Guînes
- Hames-Boucres
- Hardinghen
- Herbinghen
- Hermelinghen
- Hocquinghen
- Licques
- Pihen-lès-Guînes
- Sanghen